# Idries Shah
Idries Shah (Sayed Idries el-Hashimi, în persană: سيد إدريس هاشمي, urdu: ادریس شاه, hindi: इदरीस शाह, arabă: سيد إدريس هاشمي , pseudonim Arkon Daraul; n. 16 iunie 1924 - d. 23 noiembrie 1996) a fost un scriitor și maestru în tradiția musulmană sufi, autor a numeroase cărți, tratate, articole, eseuri pe diverse teme, de la psihologie și spiritualitate până la jurnale de calatorie și studii culturale.
Născut în India, dintr-o familie de nobili afgani, Shah a copilărit în Anglia. Scrierile sale timpurii tratează subiecte de magie și practica vrăjitoriei. În 1960 fondează Editura Octagon Press, sub numele căreia publică atât traduceri după clasicii sufismului, cât și scrieri proprii. Opera seminală The Sufis, publicată în 1964, a fost apreciată la scară internațională. În 1965, Shah fondează Institutul de Cercetări Culturale din Londra, dedicat studiilor culturale și de comportament uman. O organizație similară există în SUA, Institutul de Cercetare a Cunoașterii Umane din SUA, sub conducerea lui Robert Ornstein⁠(en)[traduceți], profesor la Universitatea Stanford, numit de Shah reprezentantul său pe continentul american.
În scrierile sale, Idries Shah prezintă sufismul ca pe o formă universală de înțelepciune care precede islamul. Accentuând faptul că sufismul nu este static ci trebuie în permanență adaptat la timpul prezent, la oameni și la locuri, el și-a plasat învățăturile în cadrul sistemului psihologic occidental. Shah a folosit în lucrările sale parabole și povești cu tâlc din folclor, texte care au multiple niveluri de semnificație, create cu scopul de a îndemnna cititorul la reflecție și introspecție. Probabil este cel mai bine cunoscut pentru culegerile de povești umoristice cu Mulla Nasrudin (Nastratin Hogea).
Shah a fost uneori criticat de orientaliști, care i-au pus sub semnul întrebării autoritatea și pregătirea. Rolul său în controversa creată în jurul noii traduceri a Rubaiyat-ului lui Omar Khayyam - publicată de către prietenul său, Robert Graves, și de fratele mai în vârstă Omar Ali-Shah - a fost intens dezbătut. În același timp el s-a bucurat de aprecierea și sprijinul unor scriitori cu autoritate, dintre care cea mai cunoscută este scriitoarea Doris Lessing. Idries Shah a ajuns să fie recunoscut ca purtător de cuvânt al sufismului în occident și a ținut prelegeri la numeroase universități occidentale în calitate de profesor-invitat. Lucrările sale au avut un rol important în prezentarea sufismului ca o formă de înțelepciune spirituală cu caracter secular și independent.

## Biografie

### Familie și primii ani
Idries Shah s-a nascut în Simla, India, fiul scriitorului diplomat de origine afgan-Indiană Sirdar Ikbal Ali Shah, și al mamei de origine scoțiană, Saira Elizabeth Luiza Shah. Familia sa pe linie paternă se trage din Musavi⁠(en)[traduceți] Sayyid⁠(en)[traduceți]. Locul de origine al familiei era în apropierea Grădinilor Paghman din Kabul. Bunicul său patern, Sayed Amjad Ali Shah, a fost guvernatorul (nawab) localității Sardhana, situată în statul Uttar Pradesh din Nordul Indiei – un titlu ereditar dobândit de familie ca urmare a serviciilor depuse în slujba Imperiului Britanic de către un strămoș, Jan-Fishan Khan⁠(en)[traduceți].

Shah a copilărit în împrejurimile Londrei. Potrivit istoricului L. F. Rushbrook Williams⁠(en)[traduceți], Shah l-a însoțit pe tatăl său în călătoriile acestuia de la o vârstă fragedă și deși călătoreau extensiv, se întorceau întotdeauna la Londra unde familia a domiciliat pentru mai mulți ani. Prin intermediul acestor călătorii, care de cele mai multe ori făceau parte din sfera activităților sufite întreprinse de Ikbal Ali Shas, tânărul Shah a avut oportunitatea de a cunoaște oameni de stat proeminenți și personalități de vază atât din Est cât și din Vest. Williams scrie,
„O astfel de educație aleasă a reprezentat pentru un tânăr de o inteligență însemnată, inteligență de care Idries Shah a dat dovadă timpuriu, oportunitatea de a-și însuși o perspectivă cu adevărat internațională, o viziune amplă și contactul cu o serie de persoane și locuri care ar putea stârni invidia diplomaților mai în vârstă și cu o experiență mult mai vastă. Dar Idries Shah nu a fost atras de o carieră în diplomație..."
Shah însuși a descris stilul neconvențional în care a fost crescut în cadrul unui interviu pentru BBC din 1971 realizat de Pat Williams. Acesta descrie cum tatăl, prietenii și familia extinsă încercau să îi expună pe copiii din familie la o multitudine de experiențe și contacte cu intenția de a crea persoane cu un caracter bine conturat și echilibrat. Shah a descris această metodă ca fiind o abordare a educației din perspectiva sufită.
După ce familia s-a mutat din Londra la Oxford în anul 1940 pentru a scăpa de Blitz (bombardamentul German) el a petrecut doi sau trei ani la City of Oxford High School⁠(en)[traduceți]. În 1945 l-a însoțit pe tatăl său în Uruguay ca secretar în cadrul delegației dedicată cărnii halal și condusă de tatăl său. S-a întors în Anglia în octombrie 1946 în urma unor acuze de afaceri ilicite.

### Viața privată
Shah s-a căsătorit cu Cynthia (Kashfi) Kabraji în 1958; au avut o fiică, Saira, în 1964 urmată de gemeni – fiul, Tahir⁠(en)[traduceți] și fiica, Safia⁠(en)[traduceți] - în 1966.

### Prietenia cu Gerald Gardner și Robert Graves și publicarea volumuluiThe Sufis
Spre sfârșitul anilor 1950, Shah intră în contact cu cercurile londoneze ale Wicca, iar apoi pentru o perioadă de timp activează ca secretar și companion al lui Gerald Gardner⁠(en)[traduceți] - fondatorul credinței wicca moderne. În acea perioadă, în fiecare seară de marți Shah obișnuia să se adreseze oricui se arăta interesat de tema sufismului, stând la o masă a restaurantului Cosmo situat în districtul Swiss Cottage⁠(en)[traduceți] (partea de nord a Londrei).
În 1960 Shah deschide propria editură, Octagon Press⁠(en)[traduceți]; una din primele publicații este biografia lui Gardner intitulată Gerald Gardner, Witch (Gerald Gardner, vrăjitor). Cartea i-a fost atribuită lui Jack L. Bracelin⁠(en)[traduceți], unul din adepții lui Gardner, dar în realitate fusese scrisă de Shah.

Conform spuselor lui Frederic Lamond⁠(en)[traduceți], Shah a folosit numele lui Frederic Lamond pentru că „nu dorea să îi deruteze pe discipolii săi prin faptul că se arăta interesat de o altă tradiție ezoterică decât sufilsmul.” Lamond spunea că Shah a ajuns să pară oarecum deziluzionat de Gardner. Tot acesta i-a spus, într-o zi pe când se afla în vizită la un ceai:
Când îl intervievam pe Gerald mi-aș fi dorit să fiu un reporter la News of the World. Ce material splendid pentru un exposè! Și totuși știu din surse sigure că acest grup va fi piatra de temelie a religiei care va caracteriza urmatoarea perioadă a umanității. Dar rațional vorbind nu văd cum acest lucru ar fi posibil!
În ianuarie 1961, în timpul unei călătorii în Mallorca împreună cu Gardner, Shah l-a cunoscut pe poetul englez Robert Graves. Shah îi scrie lui Graves de la pensiunea în care se afla pe timpul șederii sale în Palma, cerându-i posibilitatea de a-l „saluta” în persoană în viitorul nu foarte îndepărtat. Acesta adaugă faptul că la momentul respectiv desfășura o cercetare a religiilor ecstatice și că „asistase deja la... experimente realizate de practicanții vrăjitoriei din Marea Britanie, în ceea ce privește consumul de ciuperci halucinogene ș.a.m.d.” – un subiect care era de interes pentru Graves de ceva timp.
De asemena Shah i-a spus lui Graves că era „intens preocupat de a duce mai departe cunoștința ecstatică și pe cea intuitivă”. Graves și Shah au devenit în scurt timp buni prieteni și confidenți. Interesul lui Graves față de cariera literară a lui Shah s-a manifestat prin faptul că l-a sprijinit și l-a încurajat să publice o lucrare autoritativă pe tema sufismului perntru cititorii din occident, alături de mijloacele practice necesare pentru studiul acestuia; aceasta avea să devină The Sufis⁠(en)[traduceți] (Sufiștii). Shah a reușit să obțină un avans substanțial pentru acestă carte, rezolvând problemele pecuniare temporare pe care le întâmpinase în acea perioadă.
În 1964 cartea The Sufis  este publicată de editura Doubleday, cu o lungă introducere realizată de Robert Graves. The Sufis este o cronică a impactului pe care sufismul l-a avut asupra dezvoltării civilizației occidentale și a tradițiilor, începând cu secolul al șaptelea prin intermediul unor lucrări precum cele scrise de Roger Bacon, Ioan al Crucii, Raymond Lully, Chaucer și alții, devenind un clasic. Precum și în celelalte cărți a lui Shah pe acestă temă, în The Sufis se evită în mod vădit folosirea unei terminologii care ar fi putut să ducă la confundarea interpretării lui Shah asupra sufismului cu religia tradițională Islamică.
Cartea este scrisă în mod deliberat utilizând un stil „dispersat”; Shah i-a scris lui Graves că obiectivul era acela de a „de-condiționa oamenii și de a preveni re-condiționarea lor; dacă nu ar fi fost pentru acest scop, foarte probabil ar fi utilizat o formă de expunere literară mai convențională. Inițial cartea nu a avut mare succes, iar Shah a investit o sumă considerabilă din economii proprii pentru a-i face publicitate. Graves i-a spus spus să nu își facă griji; chiar dacă a avut anumite rețineri în ceea ce privește lucrarea și a fost dezamăgit de faptul că Shah nu i-a permis să citească materialul înainte de publicare, el a fost totuși „foarte mândru în a fi asistat la publicarea cărții”, asigurandu-l pe Shah că este „o carte splendidă și că va fi recunoscută ca atare în scurt timp. Las-o să își găsească propriii cititiori care vor auzi vocea ta răspândindu-se, și nu acea categorie de cititori pe care editura Doubleday o avea în minte.”

### John G. Bennett și legătura cu Gurdjieff
În iunie 1962, cu câțiva ani înainte de publicarea cărții The Sufis, Shah a intrat în contact și cu membrii mișcării formate în jurul  învațăturilor mistice ale lui Gurdjieff și Ouspensky. În acea perioadă a apărut în presă un articol, ce descria vizita autorului la o mănăstire secretă din Asia centrală, unde aparent erau predate metode foarte asemănătoare cu metodele lui Gurdjieff. Mănăstirea neatestată avea, se pare, un reprezentant în Anglia.
Reggie Hoare, unul din primii discipoli ai lui Ouspensky, făcea parte din mișcarea lui Gurdjijeff încă din anul 1924. Acesta l-a contactat pe Shah prin intermediul articolului mai sus menționat. Hoare „a asociat o semnificație specială la ceea ce Shah i-a zis despre simbolul eneagramă, spunând că Shah îi dezvăluise secrete despre simbolul respectiv, secrete ce depășeau cu totul ceea ce auzisem de la Ouspensky.” Prin intermediul lui Hoare, Shah a cunoscut alți discpoli de-ai lui Gurdjieff, inclusiv pe John G. Bennett⁠(en)[traduceți]. Acesta din urmă era un student cu renume de-al lui Gurdjieff și în același timp era fondatorul „Institutului de studii comparative în istorie, filosofie și știință” cu sediul în Coombe Springs, o proprietate de 2,8 hectare (28,000 metri pătrați) în Kingston upon Thames, Surrey.
La acea vreme Bennett investigase deja originile sufice a unei mari părți din învățăturile lui Gurdjieff, bazându-se atât pe numeroasele declarații ale lui Gurdjieff cât și pe călătoriile realizate de Bennett însuși în Est unde a întâlnit diverși șeici sufiști. Bennett era convins că Gurdjieff adoptase multe din ideile și tehnicile sufiștilor și că pentru cine ar fi ascultat la începutul anilor ’20 prelegerile ținute de acesta, „originea sufită a învățăturilor era clar sesizabilă pentru orice persoană care fusese expusă ambelor tipologii."
Bennett scrie despre prima sa întâlnire cu Shah în autobiografia Witness (Martor, 1974):
La început am avut anumite rețineri. Tocamai ce hotărâsem să merg înainte pe cont propriu și un alt „maestru” apare. După una sau două discuții cu Reggie m-am convins că merită măcar investigat în persoană. Eu și Elizabeth am luat cina cu familia Hoare pentru a-l întâlni pe Shah, care s-a dovedit a fi un bărbat tânăr în jur de 40 de ani. Vorbea o engleză impecabilă și dacă nu ar fi fost pentru barbă și câteva din gesturile sale, s-ar fi putut identifica perfect cu tipologia de personaj pe care l-ai fi putut întâlni în școlile publice engleze. Prima noastră impresie a fost una negativă. Nu avea stare, fuma încontinuu și părea mult prea preocupat cu a face o impresie bună. În a doua parte a serii însă, atitudinea noastră s-a schimbat complet. Am realizat că, pe lângă faptul că este un om neobișnuit de înzestrat, avea acel ceva carateristic unei persoane care se cunoaște că a lucrat mult asupra sinelui… cunoscându-l pe Reggie ca pe un om foarte precaut, cu experientă în evaluarea informațiilor (experiență formată pe parcursul anilor în cadrul serviciului de inteligență) am acceptat garanția oferită de el și idea sa cum că Shah ar avea o misiune importantă în occident iar noi ar trebu să îl ajutăm sa o îndeplinească.
Shah i-a dat lui Bennett o „Declarație a Oamenilor Tradiției” și l-a autorizat să o împărtășească cu alți discipoli de-ai lui Gurdjieff. Documentul anunța faptul că exista oportunitatea transmiterii „unei forme de cunoaștere secretă, ascunsă, specială, superiora”; alături de impresia personală pe care Bennett și-o formase depsre Shah, acest ultim pas l-a convins pe Bennett că Shah era un emisar veritabil al „Mănăstirii Sarmoug⁠(en)[traduceți]” din Afghanistan, un grup secret restrâns de sufiști ale căror învățături l-au ispirat pe Gurdjieff.

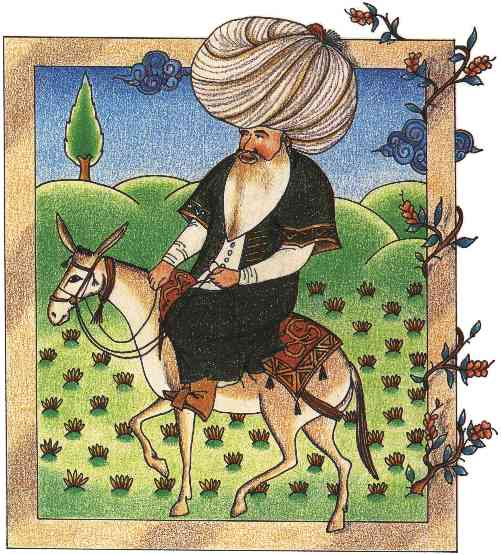
A cui barbă?
Nassruddin a visat că ținea barba lui Satana în mână. În timp ce trăgea de păr striga: ”Durerea pe care o simți e nimic pe lângă durerea pe care le-o pricinuiești muritorilor de rând pe care îi duci pe căi greșite.” Și a smucit atât de tare încât s-a trezit urlând ca din gură de șarpe de durere. Abia atunci a realizat că de fapt barba pe care o ținea în mână era chiar barba sa.
— − Idries Shah

În următorii ani, Bennett și Shah au avut discuții săptămânale private care durau cu orele. Mai apoi Shah a ajuns să țină prelegeri pentru studenți la Coombe Springs. Bennett spune că planurile lui Shah includeau „faptul de a ajunge la oameni influenți în locuri sus-puse care erau deja pe jumătate conștienți că problemele umanității nu mai puteau fi rezolvate prin acțiuni economice, politice sau sociale. Astfel de oameni au fost mișcați, spunea el, de noile forțe care se activaseră în lume pentru a ajuta omenirea să supraviețuiască crizei ce urma să vină.”
Bennett era de acord cu aceste idei și cu faptul că „oamenii atrași de mișcări spirituale sau esoterice, deseori au și calitățile necesare pentru a ajunge în poziții de putere și autoritate” și că „existau dovezi suficiente pentru a crede că în lume existau deja oameni influenți cu autoritate, capabili de a privi dincolo de limitările pe care le presupune naționalitatea și cultura și care să fi înțeles deja din propria experiență că singura speranță a umanității stă în intervenția unei Surse Superioare.”
Bennett scrie, „Văzusem destule pentru a mă convinge că Shah nu era doar un șarlatan sau un fanfaron și că era extrem de serios în ceea ce privește sarcina ce îi fusese dată" Din dorința de a sprijini munca lui Shah. în 1965 Bennett hotărăște, după o lungă perioadă de indecizie și în care discută problema cu consiliul și membrii institutului, să ofere Coombe Springs lui Shah. Acesta din urmă insistase că darul nu trebuie să aibă alte „acățături” și condiționări. Îndată ce proprietatea a fost transferată pe numele lui Shah, acesta le-a interzis vizitele asociaților lui Bennett și l-a făcut pe Bennett însuși să se simtă nedorit.
Bennett a spus că a primit totuși o invitație la petrecerea „Midsummer Revels” organizată de către Shah la Coombe Springs, petrecere care a durat două zile și două nopți, fiind destinată tinerilor pe care Shah voia să îi atragă în acea perioadă. Anthony Blake⁠(en)[traduceți], care a lucrat cu Bennett timp de 15 ani, spunea „Când Shah a intrat în posesia proprietății Coombe Springs activitatea sa principală era oragnizarea de petreceri. Nu l-am întâlnit de mult ori dar îmi plăcea atitudinea sa ireverențioasă. Bennett îmi spunea odată, «Există mai multe stiluri sau metode prin care se poate realiza lucrarea. Stilul meu e ca cel al lui Gurdjieff, adică lupta cu negarea. Dar metoda lui Shah era de a trata lucrarea ca pe o glumă.»”
După câteva luni Shah vinde proprietatea, cu o valoare superioară a 100.000 £, unui dezvoltator și utilizează suma de bani primită pentru a se stabili la Langton House în Langton Green⁠(en)[traduceți], aproape de Tunbridge Wells, o fostă proprietate a familiei lordului Baden-Powell (fondatorul Cercetașilor - Boy Scouts⁠(en)[traduceți]).
Alături de proprietatea din Coombe Springs, Bennett i-a lăsat în grija lui Shah pe toți studenții săi, aproximativ 300 la număr. Shah i-a promis că îi va integra pe toți cei care se vor dovedi potriviți; aproximativ jumătate din aceștia și-au găsit un loc în noul context ca parte din muca lui Shah. După 20 de ani, autorul Gurdjieffian James Moore a sugerat cum că Bennett ar fi fost înșelat de către Shah. Bennett povestește chiar el depsre chestiunea în cauză în lucrarea sa autobiografică din 1974; acesta caracterizează comportamentul lui Shah, după transferul proprietății pe numele său, ca fiind „greu de suportat”, dar inisistă asupra faptului că Shah era o „persoană cu maniere extrem de rafinate și cu foarte multă sensibilitate” și consideră că Shah s-ar putea să fi adoptat acest comportament „pentru a se asigura că orice legătură cu Coombe Springs este întreruptă”. El adaugă faptul că Langton Green era un loc mult mai potrivit pentru munca lui Shah decât ar fi putut să fie Coombe Springs și susține că nu l-a întristat faptul că Coombe Springs și-a pierdut identitatea; concluzionează spunând că „a câștigat libertate” prin contactul său cu Shah și că a învățat „să iubească oameni pe care nu îi putea înțelege”.
Conform spuselor lui Bennett, Shah mai târziu avea să înceapă discuțiile cu leaderii grupărilor Gurdjieffiene din New York. Într-o scrisoare adresată lui Paul Andreson din 5 martie 1968, Bennet scrie, ”Madame de Salzmann și ceilalți… sunt conștienți de propriile limitări și nu fac mai mult decât ceea ce sunt capabili să facă. Când mă aflam la New York am vizitat Fundația împreună cu Elizabeth unde i-am întâlnit pe majoritatea leaderilor grupului din New York și pe Jeanne de Salzmann⁠(en)[traduceți] însăși. Ceva parcă se pregătește, dar nu pot să îmi dau seama dacă va fi dus la bun sfârșit. Mă refer la legătura lor cu Idries Shah și capacitatea lui de a întoarce totul pe dos. E inutil să fi pasiv cu acești oameni și e inutilă evitarea problemei. Pentru moment putem doar să sperăm că ceva bun va ieși din toate astea și între timp ne continuăm propria lucrare… ”
Kathleen Speeth, autoare și psiholog clinic, scrie,
Asistând la o creștere a conservativismului în cadrul Fundației Gurdjieff, John Bennett spera că o gură de aer proaspăt și o nouă conducere va veni de altundeva…. Deși s-ar putea să fi cochetat cu Shah, în cele din urmă nu s-a concretizat nimic. Sentimentul prevalent (printre liderii grupului gurdjieffian) cum că nimic nu trebuie să se shimbe, că o comoară ce le fusese încredințată trebuia păstrată în forma ei originală, a fost mult mai puternic decât orice altă dorință de a avea un val nou de inspirație.”

### Studii și instituții sufiste
În 1965 Shah a fondat Societatea pentru Înțelegerea Ideilor Fundamentale (în engleză, Society for Understanding Fundamental Ideas sau SUFI) care a fost redenumită mai apoi Institutul pentru Cercetare Culturală⁠(en)[traduceți] – un centru educațional caritabil menit să stimuleze "studiul, dezbaterile, educația și cercetarea în tot ceea ce privește cultura, comportamentul și gândirea umană". Tot el a înființat și Societatea pentru studii sufiste (SSS).
Langton House din Langton Green a devenit loc de întâlnire și discuții pentru poeți, filosofi și oameni de stat din întreaga lume, făcând parte din scena literară de la acea vreme. ICR organiza întâlniri și seminarii, oferind burse unor savanți recunoscuți la nivel internațional precum Sir John Glubb⁠(en)[traduceți], Aquila Berlas Kiani⁠(en)[traduceți], Richard Gregory⁠(en)[traduceți] și Robert Cecil - șeful catedrei de Studii Europene al Universității din Reading care a devenit Președinte al Institutului la începutul anilor 1970. Shah era un vechi membru și susținător al Clubului de la Roma (eng. Club of Rome), iar anumiți oameni de știință, ca de exemplu Alexander King⁠(en)[traduceți], au ținut prelegeri în cadrul Institutului.
Printre vizitatori, elevi și aspiranți se număra și poetul Ted Hughes⁠(en)[traduceți], romancierul J. D. Salinger, Alan Sillitoe și Doris Lessing, zoologul Desmond Morris și psihologul Robert Ornstein⁠(en)[traduceți]. Casa era decorată în stil oriental și în fiecare duminică se organiza un prânz de tip bufet dedicat musafirilor într-o sală mare care pe vremuri avusese rolul de grajd, fiind poreclită "Elefantul" (o referință la povestea de origine orientală, Elefant pe întuneric⁠(en)[traduceți]).
În anii ce au urmat, Shah a pus bazele editurii Octagon Press⁠(en)[traduceți], folosind-o pentru a publica și distribui copii după numeroase opere literare clasice sufiste. Mai mult, el a colecționat, tradus și scris mii de povești sufiste, făcându-le astfel disponibile publicului din occident prin intermediul cărților și prelegerilor sale. Mai multe din cărțile lui Shah îl au ca protagonist pe Mullah Nasruddin, uneori având ilustrații realizate de Richard Williams⁠(en)[traduceți]. În interpretarea lui Shah poveștile cu Mulla Nasruddin, considerate fiind parte folclorică a culturii musulmane, erau prezentate drept parabole sufite.
Nasruddin a apărut în documentarul Dreamwalkers care a rulat la BBC în 1970. În cadrul acestuia apare și interviul cu Richard Wiliams despre filmul de animație cu Nasrudin care nu a fost dus la bun sfârșit și un interviu cu omul de știință John Kermisch în care discută utilizarea poveștilor cu Nasrudin de către Think Tank-ul Rand Corporation. Printre invitați se număra și psihiatrul britanic William Sargant⁠(en)[traduceți] care discută efectele nocive ale spălării de creier și ale condiționării sociale⁠(en)[traduceți], asupra creativității și asupra abilității de rezolvare a problemelor. În același documentar, comediantul Marty Feldman discută cu Shah despre rolul umorului și al ritualului în viața oamenilor. Programul se încheie cu Shah care afirmă că umanitatea ar putea să progreseze dacă și-ar "depăși limitările psihologice", dar că există totodată "un pesimism aflat în creștere constantă, care blochează cu succes această formă de evoluție. Omul e adormit – este necesar ca acesta să moară pentru a se trezi?"
Shah a organizat de asemenea grupuri de studiu în Statele Unite. Claudio Naranjo⁠(en)[traduceți], un psihiatru de origine chiliană care preda în California la sfârșitul anilor 60, declară că după ce ”a fost dezamăgit de măsura în care școala lui Gurdjieff  implica descendența directă”, a apelat la sufism și ”a devenit parte din grupul aflat sub îndrumarea lui Shah.” Naranjo a fost co-autorul cărții On The Psychology of Meditation (1971), alături de Robert Ornstein⁠(en)[traduceți]. Amândoi erau asociați cu Universitatea din California unde Ornstein a fost cercetător în psihologie în cadrul Langley Porter Psychiatric Institute⁠(en)[traduceți].
De asemenea, Ornstein a fost președinte și fondator al Institutului pentru studiul cunoașterii umane⁠(en)[traduceți] înființat în 1969; identificând o nevoie existentă la nivelul Statelor Unite în ceea ce privește cărțile și colecțiile legate de modalități de gândire vechi și noi, a pus bazele serviciului ISHK⁠(en)[traduceți] în 1972 ca sursa principală pentru importante opere literare tradiționale și contemporane. Astfel ISHK Book Service devine unicul distribuitor pe teritoriul american al lucrărilor lui Shah publicate de Octagon Press.
Un alt asociat de-al lui Shah, omul de știință și profesorul Leonard Lewin⁠(en)[traduceți], care la acea vreme preda telecomunicați la Universitatea din Colorado⁠(en)[traduceți], a înființat grupuri de studiu sufiste precum și alte inițiative care se ocupau de promovarea ideilor sufite. O astfel de inițiativă a fost Institutul de cercetare și diseminare a cunoștinței umane (Institute for Research on the Dissemination of Human Knowledge - IRDHK). Leonard Lewin a editat și o antologie de scrieri cu și despre Shah cu titlul Răspândirea ideilor sufiste în Occident - The Diffusion of Sufi Ideas in the West (1972).

### Următorii ani
În următoarea decadă Shah scrie circa două duzini de cărți, multe din ele având ca sursă de inspirație opere clasice sufiste. Lucrările sale au succes în special la publicul intelectual occidental, având o circulație importantă la nivel internațional. Prin faptul că traduce învățăturile sufiste în limbaj psihologic contemporan, acesta reușește să le prezinte în termeni vernaculari, prin urmare accesibili cititorilor. Basmele sale, care ilustrează înțelepciunea sufistă, s-au dovedit a fi cele mai populare. Shah a primit și a acceptat invitații de a susține prelegeri ca profesor vizitator la insituții academice precum Universitatea din California, Universitatea din Geneva, Universitatea din La Plata precum și alte universități engleze. Pe lângă activitățile din sfera educațională și literară acesta găsește timpul necesar pentru a crea un ionizator de aer (formând o companie împreună cu Coppy Laws) și de a conduce mai multe companii de textile, ceramică și electronice. A făcut de asemena câteva drumuri în Afghanistan, pământul său strămoșesc și a contribuit la stabilirea acțiunilor de efort umanitar la fața locului; a folosit aceste experiențe ulterior în cartea sa intitulată Kara Kush, un roman despre Războiul sovietic în Afghanistan.

### Boală
La sfârșitul primăverii anului 1987, după un an de la ultima sa vizită în Afghanistan, Shah a suferit două atacuri de cord masive. I-i s-a spus că mai are doar opt la sută din capacitatea funcționantă a inimii și că era puțin probabil să supraviețuiască. În ciuda perioadelor intermitente de boală, acesta a continuat să lucreze și a scris alte cărți în următorii nouă ani.

### Moarte

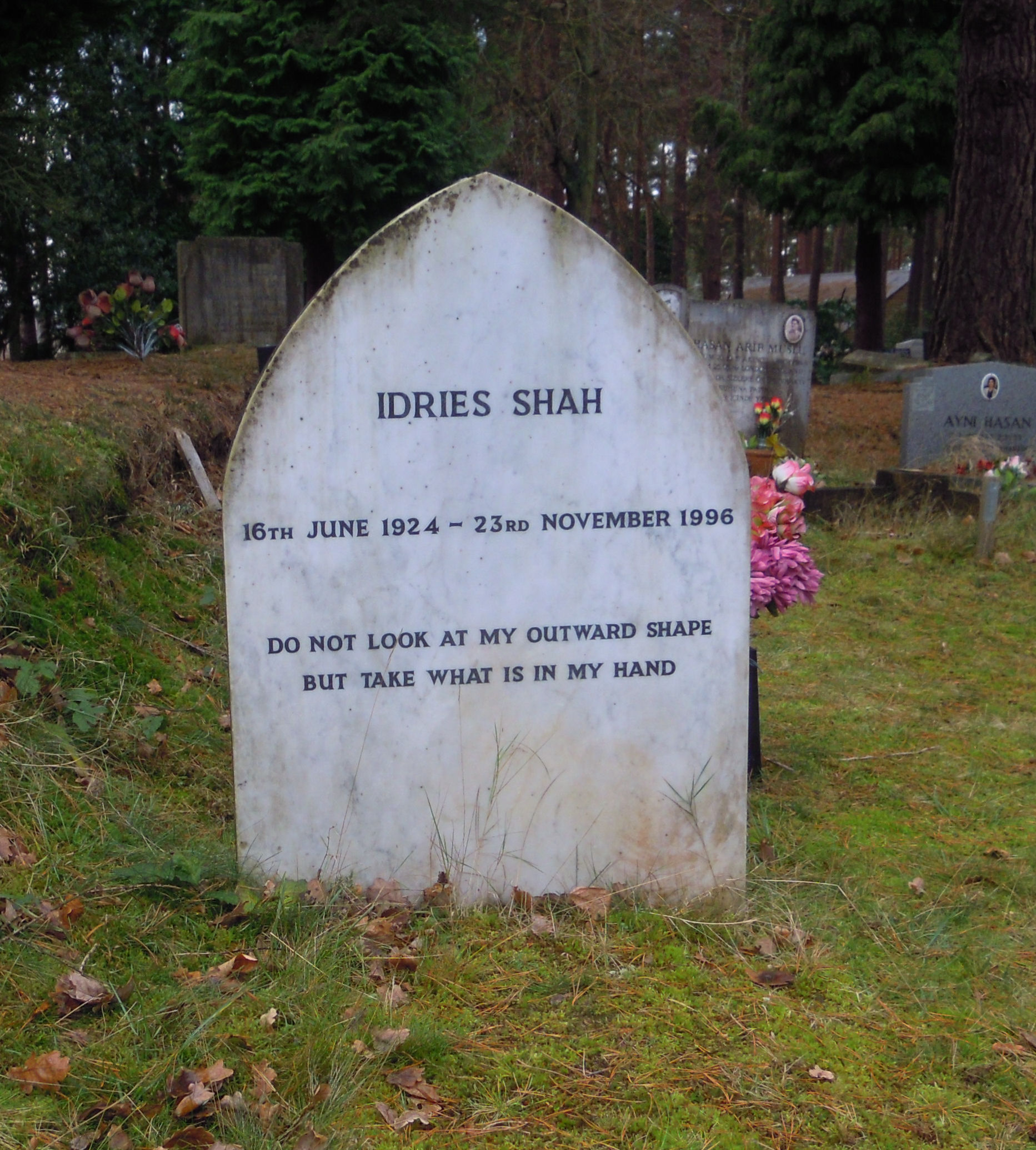
Mormântul lui Idries Shah în Brookwood Cemetery

Idries Shah a murit la Londra pe 23 noiembrie 1996 la vârsta de 72 de ani. Conform necrologului său din The Daily Telegraph, Idries Shah era un colaborator al mujahedinilor în cadrul războiului sovietic din Afghanistan, director de cercetare la Institutul perntru cercetare culturală și guvernator al Royal Humane Society precum și al Royal Hospital and Home for Incurables. A fost, de asemenea, membru al Atheneum Club. La momentul respectiv cărțile lui Shah atinseseră vânzări de peste 15 milione de exemplare la nivel internațional, fiind traduse în circa o duzină de limbi cu recensii în numeroase jurnale și ziare.

## Învățături

### Cărți pe temele magie și ocultism
Primele cărți publicate de Idries Shah au fost studii pe teme refritoare la „credința minorităților”. Prima sa carte, Oriental Magic (Magie orientală), publicată in 1956, a fost inițial intitulată Consideroații pe tema credinței minorităților în Orient și Africa. Următoarea carte a fost publicată în 1957 sub titlul Învățături secrete de magie: cartea vrăjitorilor, intitulată inițial Câteva materiale despre literatura credinței minoritățior europene. Conform unui autor ce a contribuit la o ediție festschrift pentru Shah, numele acestor cărți au fost schimbate înainte de publicare datorită „exigențelor publicațiilor comerciale”.
Înaintea decesului său in 1969, tatăl lui Shah a afirmat că el și fiul său au publicat cărți pe subiecte de magie și „ocultism pentru a împiedica o posibilă tendință populară de acceptare a acestor concepte ridicole de către un număr semnificativ de persoane. Fiul meu … a îndeplinit această sarcină într-un final, după ce a condus investigații în decursul câtorva ani și a publicat două cărți importante pe tema respectivă”.

Într-un interviu din 1975 publicat în revista Psychology Today⁠(en)[traduceți], Shah elaborează:
Principalul obiectiv al cărților mele pe subiecte de magie a fost acela de a face accesibile aceste materiale cititorilor de pretutindeni. Pentru prea mult timp oamenii au continuat să creadă că există cărți secrete, locuri ascunse și lucruri extraordinare. Ei s-au atașat de acestă informație în așa fel încât o utilizează pentru a se înspaimânta pe ei însuși. Ca urmare, primul meu obiectiv a fost de a informa. Aceasta este magia orientală si occidentală. Asta este tot. Nimic altceva. Al doilea obiectiv al acestor cărți a fost acela de a arăta că par a exista niște forțe, unele fiind raționalizate prin magie sau se pot naște din ea, forțe care nu pot fi explicate prin legile fizicii sau prin experiența oamenilor obișnuiți. Cred că acest aspect trebuie studiat, că trebuie să acumulăm date și să analizăm aceste fenomene.Trebuie să separăm chimia magiei de alchimie, așa cum a fost.
Shah a adăugat că lucrările sale pe această temă nu au fost scrise pentru adepții magiei și ai vrăjitoriei, și că de fapt ulterior a trebuit să îi evite, pentru că aceștia ar fi fost cu siguranță dezamăgiți de ceea ce Shah ar fi avut să le spună.
Acestor cărți le-a urmat publicarea jurnalului de călătorie Destinație Mecca⁠(en)[traduceți] (1957) care a fost transformat într-un documentar televizat de către David Attenborough. Atât Destination Mecca cât și Oriental Magic conțin secțiuni pe tema sufismului.  

### Sufismul ca formă de înțelepciune atemporală
Shah a prezentat sufismul ca pe o formă de înțelepciune atemporală care precede Islamul. El a subliniat faptul că natura sufismului e una vie, nu statică, și că se adaptează în mod constant din punct de vedere al manifestărilor vizibile la noi timpuri, oameni și locuri: școlile sufiste sunt ca valurile ce se sprag izbindu-se de pietre: aparțin aceleași mări, au forme diferite și au același scop”, a scris Shah, citându-l pe Ahmad al-Badawi⁠(en)[traduceți].
Shah a exprimat deseori dezaprobarea referitoare la descrierile sufismului promovate de către orientaliști, susținând că studiul academic/personal al formelor și metodelor istorice nu reprezintă o bază suficientă pentru a putea înțelege sufismul în mod corect. Mai mult, obsesia pentru formele sale tradiționale poate deveni un real obstacol: ”Arată-i unui om prea multe oase de cămilă sau arată-i-le prea des și acesta nu va vi capabil de a recunoaște o cămilă în care și oase atunci când o va avea în față sa,” acesta este modul în care Shah exprimă idea de mai sus în una din cărțile sale.
Precum Inayat Khan⁠(en)[traduceți], Shah a descris Sufismul ca o cale ce transcende religiile individuale și a adaptat-o la publicul occidental. Însă, spre deosebire de Khan, Shah a minimizat importanța caracteristicilor religioase sau spirituale, reprezentând Sufismul ca o tecnologie psicologică, o metodă sau știință care ar putea fi folosită pentru a obține auto-realizarea. Din acest motiv abordarea sa părea a se adresa în special adepților lui Gurdjieff, celor care studiau {ill|en|Human Potential Movement|Human Potential Movement}} și intelectualilor familiari cu psihologia modernă. Spre exemplu, Shah scria, ”Sufismul… spune că un om poate deveni obiectiv și acea obiectivitate îi permite individului să conceapă idei 'superioare”. Omul este deci invitat să continue evoluția sa înspre ceea ce în Sufism vine numit 'intelect real'. Învățătura lui Shah spune că omul își poate însuși noi și subtile organe ale simțurilor ca răspuns la nevoie::
„Sufiții cred că umanitatea evoluează spre un anumit destin. Cu toții facem parte din acea evoluție. Organele iau naștere ca rezultat al nevoii de organe specific (Rumi). Organismul omului produce un nou set de organe ca răspuns la o astfel de nevoie. În această eră a transcendenței timpului și spațiului, complexul de organe se ocupă de transcenderea timpului și spațiului. Ceea ce oamenii obișnuiți văd ca izbucniri sporadice și ocazionale de telepatie sau viziuni profetice, sufiții le văd nici mai mult nici mai puțin ca primele manifstări a acestor organe. Diferența între evoluția până în ziua de azi și cea prezentă este faptul că în ultimii zece mii de ani ne-a fost dată posibilitatea de a evolua in mod conștient. Această evoluție ezoterică este atât de important încât viitorul nostru depinde de aceasta.”—Idries Shah, The Sufis
Shah a disconsiderat alte proiecții Occidentale și Orientale ale Sufismului numindu-le ”domolite, generalizate sau parțiale” – a pus în această categorie nu doar versiunea lui Khan dar și formele fățiș musulmane ale sufismului întâlnite în majoritatea țărilor islamice. Pe de altă parte scrierile asociaților lui Shah sugerau că Shah ar fi ”Mare Șeic al Sufiștilor” – o poziție de autoritate care pierde valoare din cauză că restul sufiștilor nu îi recunosc existența. Shah a simțit că cea mai bună metodă de a introduce înțelepciunea sufită în Occident și în același timp de a supera problema cultelor și așa-zișilor guru, era de a explica diferența între cult și sistem educațional și  de a contribui la cunoaștere. Într-un interviu explică ”trebuie să lucrezi în cadrul unui model educațional și nu în domeniul nonsensului". Parte din această abordare a fost și rolul său ca Director de Studii la ICR. A susținut de asemena prelegeri pe tema studului sufismului în Occident la Universitatea din Sussex în 1966. Aceasta a fost publicată mai apoi ca monografie cu titlul Probleme special în studiul ideilor sufite.
Shah a explicat mai apoi că activitățile sufite se împart în trei componente sau departamente diferire: ”studii în Sufism”, ”studii despre Sufism” și ”studii pentru Sufism”.
Studiile pentru sufism aveau ca obiectiv îndrumarea oamenilor spre sufism și cuprindea promovarea cunoștințelor care lipsesc din cultura respectivă, având nevoie de a fi restabilite și difuzate – spre exemplu înțelegera condiționării sociale și a spălatului de creier, diferența dintre stilul de gândire  rațional și cel intuitiv, sau alte tipuri de activități – astfel încât mintea oamenilor să poată deveni mai deschisă și mai liberă. Studiile despre sufism cuprindeau instituții și activități cum ar fi prelegerile și seminariile care reprezentau o sursă de informații despre sufism și funcționau ca o punte culturală între sufiști și public. În sfârșit, studiile în sufism se refereau la faptul de a face parte dintr-o școală sufită, îndeplinind sarcinile indicate de către profesor în cadrul pregătirii.Aceste școli  puteau lua forme diferite, forme care nu se încadrează neapărat în tiparele standard de ”școli mistice”.  
Metodologia și obiectivele lui Shah au fost de asemena conturate în cadrul ”Declarației oamenilor tradiției” de la Coombe Sprigs:
Pe lângă faptul de a face acest anunț, de a introduce idei specifice în anumite curente de gândire și de a indica anumiți factori care se află în sfera acestei lucrări, cei care și-au imaginat aceasă declarație au o sarcină practică. Această sarcină este de a localiza indivizii ce au capacitatea de a obține cunoaștiințele speciale despre om care sunt disponibile; de a-i grupa într-o manieră specială non-aleatorie astfel încât fiecare grup să formeze un organism armonios; de a realiza aceasta la locul potrivit, în momentul potrivit; de a crearea un format extern și unul intern în baza căruia se poate lucra, precum și formularea ideilor potrivite condițiilor locale; de a echilibra teoria și practica.
Într-un interviu din 1971 pentru BBC, Shah explică abordarea sa contemporană și adaptivă: ”Intenția mea e de pune la dispoziția Occidentului acele aspect ale sufismului care sunt de folos acestuia în momentul de față. Nu vreau să transform europeni buni în asiatici deficitari. Oamenii mă întrebă deseori de ce nu folosesc metode de training spirituale spre exemplu când am de-a face cu oameni care mă caută; răspunsul este - din același motiv pentru care tu astăzi ai venit acasă la mine cu o mașină și nu călare pe o cămilă. Sufismul nu este un sistem mistic, nu este o religie, ci este un ansamblu de cunoștințe.
Deseori Shah caracteriza o porțiune din lucrarea sa ca fiind doar o parte preliminară înspre studiul efectiv al sufismului, așa cum capacitatea de a citi și de a scrie pot fi considerate preliminare studiului literaturii: ”dacă psihologia nu este orientată în mod corect atunci su ne poate vorbi de spiritualitate care este deseori confundată cu obsesie și emoționalitate.” ”Oricine va încerca să introducă practici spirituale în contextul unei personalități neregenerate... va avea drept rezultat o aberație” susținea Shah. Din acest motiv, majoritatea lucrărilor scrise de la The Sufis încoace sunt de natură psihologică, concentrându-se pe atacul împotriva falsului sine nafs-i-ammara: ”Nu am nimic altceva să îți ofer în afară de mijloacele pentru a înțelege cum să cauți – dar tu crezi că poți deja face asta.”
Shah era criticat foarte des pentru că îl menționa rar pe Dumnezeu în scrierile sale; replica acestuia: dată fiind starea de față a omenirii, nu are sens să se vorbească despre Dumnezeu. A ilustrat această problemă într-o parabolă ce face parte din cartea sa Gânditorii di Est: ”Descoperind că pot vorbi pe graiul furnicilor m-am apropiat de una din ele și am întrebat, 'Cum arată Dumnezeu? Seamănă cu o furnică? ' atunci a răspuns, 'Dumnezeu! Nu nicidecum – noi avem doar un ac dar Dumnezeu are două!

### Povestiri cu rol educativ
În lucrările sale, Shah utilizează cu îndemânare povestirile cu rol educativ și umorul. Acesta a subliniat funcția terapeutică a anecdotelor surprinzătoare și a noilor perspective pe care povestirile le dezvăluiau. Citirea și discutarea acestor povești în contextul grupului a devenit o parte semnificativă din activitatea pe care membrii grupurilor de studii a lui Shah o întreprindeau. Efectul transformativ al acestor povestiri curioase și neașteptate ce puteau să destabilizeze modalitatea implicită (și neconștientizată) a conștiinței, a fost studiată de profesorul și psihologul Robert Ornstein⁠(en)[traduceți] – Universitatea Stanford. Acesta, alături de colegul psiholog Charles Tart⁠(en)[traduceți] și alți scriitori eminenți precum Poet Laureate⁠(en)[traduceți], Ted Hughes⁠(en)[traduceți] sau scriitoarea câștigătoare a premiului Nobel - Doris Lessing, a fost unul din seria de gânditori remarcabili care au fost profund influențați de Shah.
Shah și Ornstein s-au cunoscut în anii 1960. Realizând că Ornstein ar fi putut reprezenta un partner ideal pentru a răspândi învățăturile sale și a le traduce în limbajul psihoterapiei, Shah l-a numit adjunctul (khalifa) său în Statele Unite. Cartea intitulată Psihologia conștinței (1972) a fost primită cu mare entuziasm de lumea comunitatea academică pshihologică deoarece coincidența face ca în acea perioadă existau noi interse în domeniu – spre exemplu studiul biofeedback-ului și a altor tehnici gândite pentru a obține schimbări ale stării de spirit și a modului de a conștientiza. Ornstein a publicat mai multe cărți în domeniu de-a lungul anilor.
Filosoful și omul de știință Henri Bortoft utiliza povestiri cu tâlc din repertoriul lui Shah ca analogii pentru rutinile minții care împiedică oamenii să înțeleagă pe deplin metoda științifică a lui Johann Wolfgang von Goethe. The Wholeness of Nature: Goeth's Way of Science cuprinde povești culese din Tales of the Dervished, The Exploits of the Incomparable Mullah Nasruddin și A Perfumed Scorpion.
În contextul istoric și cultural original, poveștile sufite precum cele difuzate de Shah – mai întâi oral și mai apoi în scris cu scopul de a transmite credința și practicile sufite următoarelor generații - erau considerate potrivite pentru toate categoriile de vârstă, inclusiv pentru copii, deoarece aveau mai multe straturi de semnificații. Shah asemăna povestirea sufită cu o piersică: "O persoană poate fi răscolită emoțional de exteriorul piersicii ca și cum ai fi primit-o cu împrumut. Poate mânca piersica și deci se poate desfăta ulterior... Poate arunca sâmburele – sau poate să o spargă pentru a găsi un delicios sâmbure în interior. Aceasta este profunditatea ascunsă. Era acesta modul în care Shah își îmbia audiența de a recepționa poveștile sufite. Eșecul de a găsi sâmburele și faptul de a privi povestea ca fiind nimic mai mult decât amuzantă și superficială înseamnă că singura reușită a persoanei e de a se uita la piersică – pe când alții asimilează povestea și îi permit acesteia de a acționa asupra lor.
Tahir Shah face câteva mențiuni la stilul de a povesti al tatălui său în cartea Arabian Nights publicată în 2008, cu scopul principal de a discuta modul în care Idries Shah utiliza poveștile cu rol educativ: ”Tatăl meu nu ne-a spus niciodată cum funcționează poveștile, nu a dezvăluit straturile, bucățile de informație, fragmentele de adevăr și fantezie. Nici nu era nevoie pentru că, în cazul în care condițiile necesare erau îndeplinite, poveștile se activau, inrădăcinându-se singure. Apoi explică cum tatăl său utiliza poveștile pentru a răspândi înțelepciune: ”Tatăl meu avea întotdeauna o poveste cu care să ne distragă atenția sau pe care o utiliza pentru a exprima o idee. Susținea că vasta colecție de poveși din Orient era ca o enciclopedie, un depozit al cunoașterii și al înțelepciunii care așteaptă să fie studiat, apreciat și prețuit. Pentru el poveștile erau mult mai mult decât o formă de divertisment. Le vedea ca pe niște documente psihologice complexe ce formează un corp de cunoaștere care a fost acumulat și rafinat de la începuturile lumii și transmis din generație în generație în mod oral."
În cartea sa continuă mai apoi discuția pe tema poveștilor ca instrumente educative, citând următoarea explicație dată de către tatăl său la sfârșitul unei povești:   
„Aceste povești sunt documente technice, sunt ca niște hărți sau tipare. Ceea ce fac eu e de a arăta oamenilor cum să folosească hărțile pentru că aceștia nu își mai aduc aminte. Unii ar putea susține că e un mod ciudat de a-i învăța pe alții – prin intermediul poveștilor – dar acum mult timp era aceasta modalitatea prin care se transmitea cunoașterea și înțelepciunea. Atunci oamenii știau cum să extragă învățătura din poveste. Erau capabili să citească printe rânduri, să pătrudă straturile, așa cum se vede un pește înghețat într-un bloc de gheață.

Dar în lumea în care trăim azi aceasată îndemânare s-a pierdut. Astăzi poveștile sunt ascultate și plăcute de oameni pentru că îi distrează și le crează o stare de bine. Dar nu reușesc să vadă ce se ascunde sub primul strat, cel de gheață. Poveștile sunt ca o splendidă tablă de șah: știm cu toții să jucăm șah și putem să ne lăsăm purtați într-un joc atât de complicat încât capacitățile noastre sunt epuizate. Dar să ne imaginăm că jocul de șah este uitat de o societate timp de câteva secole pentru a fi mai apoi redescoperită frumoasa tablă de șah alături de piesele sale. Toți s-ar aduna în jurul lor pentru a le admira. Probabil nu și-ar putea imagina că asemena obiecte ar fi avut vreodată un alt rol decât cel de a înfrumuseța. În mod asemănător s-a pierdut și semnificația profundă a poveștii. Pe timpuri toți știau cum să se joace și cum să descifreze poveștile. Acum regulile sunt de mult uitate. Rolul nostru e de a arăta oamenilor din nou care sunt regulie acestui joc.”—Tahir Shah, In Arabian Nights
Olav Hammer, în Sufism în Europa și America de Nord (2004), citează un exemplu de o poveste de acest gen. Povestea vorebește despre un om care își căuta cheile per jos. În acel moment este întrebat de un vecin aflat în trecere dacă acela este efectiv locul unde și-a pierdut cheile. Bărbatul răspunde ”Nu, le-am pierdut acasă dar aici este mai multă lumină decât la mine acasă.” Diferite versiuni ale acestei povesti erau in circulatie de multi ani in Vest (vezi Streetlight effect). Acesta este un exemplu al fenomenui des intalnit care consta in existenta povestilor similare in multe culturi diferite - idee centrala in culegerea de basme World Tales a lui Shah.
În Noi tendințe și evoluții în lumea islamului (1998) Peter Wilson menționa o poveste asemănătoare având ca protagonist un derviș căruia i se cere să descrie calitățile profesorului său, Alim. Dervișul explică cum Alim scrie poezii frumoase și că e o sursă de inspirație datorită capacității de auto sacrificiu și a grijii pe care o poarte pentru semenii lui. Interogatorul se arată imediat aprobator față de aceste calități, dar e surprins de reacția de răbufnire a dervișul: ”Acestea sunt calități care l-ar recomanda pe Alim în ochii tăi.”  Apoi continuă cu o înșiruire de calități care îl recomandau cu adevărat pe Alim pentru a fi un profesor cu adevărat eficient: ”Hazrat Alim Azimi m-a iritat, ceea ce m-a determinat să analizez cauza iritării mele, pentru a putea identifica sursa acesteia. Alim Azimi m-a înfuriat astfel încât să reușesc să simt și să îmi transform furia.” El explică cum Alim Azimi folosea învinuirea în mod intenționat pentru a se auto ataca fără milă cu obiectivul de a scoate la lumină slăbiciunile studenților și a criticilor săi, dezvăluind adevărata natură a acestora: ”Ne arăta neobișnuitul astfel încât neobișnuitul să devină normal și să fie recunoscut pentru ceea ce este cu adevărat. 

### Păreri despre cultură și aspectele practice ale vieții
Preocuparea lui Shah era să dezvăluie esența care stă la baza oricărei culturi și a factorilor ce determină comportamentul individual. A trecut cu vederea focalizarea Occidentului asupra aparenței și a superficialului, care deseori reflectau doar moda și obișnuița, pentru a atrage atenția aspupra originii culturii și asupra motivațiilor inconștiente și amestecate precum și a grupurilor formate de aceștia. De asemena a arătat cum atât la nivel individual cât și la nivel la nivel de grup, dezastrele pe termen scurt se transformă deseori în binecuvântări - și vice versa - și totuși acestă conștientizare nu a afectat aproape deloc modul în care oamenii răspund la astfel de evenimente în timp ce se defășoară.    
Shah nu a predicat abandonarea îndatoririlor lumești; în schimb susținea că giuvaierul căutat de așa zisul discipol ar trebui să derive din străduința din viața de zi cu zi. El considera că munca practică este un mijloc prin care un aspirant putea să lucreze asupra sinelui – idee alineată cu tradiția prin care sufiștii adoptau meserii ordinare care le permiteau să își câștige pâinea de zi cu zi și prin care ”lucrau” asupra sinelui.
Statutul lui Shah ca învățător rămâne greu de definit; lepădându-se de apelativul guru și de dorința de a fonda un cult sau o sectă, a respins chiar și titluri academice. Concluzia lui Michale Rubinsteim în Făuritorii culturii moderne (Makers of Modern Culture) era că ”el este poate o întruchipare a tradiției în care aspectele contemplative și intuitive ale minții sunt văzute ca fiind cel mai productive atunci când lucrează împreună.”

### Moștenire
Idries Shah considera că moștenirea pe care o lasă sunt cărțile sale; acestea ar fi îndeplinit, în absența sa, rolul pe care îl îndeplinea Shah. Promovarea și distribuirea lucrărilor realizate de profesorul și îndrumătorul lor este o activitate importantă pentru studenții lui Shah, atât cu scopul strângerii de fonduri cât și pentru transformarea conștiinței publice. ICR și-a suspendat activitatea în 2013 ca urmare a înființării unei noi fundații numită Idries Shah Foundation, iar în ceea ce privește SSS aceasta își incheiase deja activitatea cu ceva timp înainte. ISHK (Institutul pentru studiul cunoștinței umane) condus de Ornstein, este activ în Statele Unite; spre exemplu, după atacul terorist de pe 9 septembrie, institutul a difuzat broșuri care ilustrau cărți pe tema Afganistanului scrise de Idries Shah sau oameni din cercul lui, către membrii asociației Middle East Studies Association (Asociația de studii din orientul mijlociu). În acest fel s-a creat o legătură între publicațiile respective și nevoia de a îmbunătății înțelegerea interculturală.
Când Elizabeth Hall l-a intervistat pe Shah pentru Psychology Today in Iulie 1975, aceasta l-a întrebat: "De dragul umanității, ce v-ar plăcea să vedeți că se întâmplă?" Shah a răspuns: "Ceea ce îmi doresc cu adevărat, în cazul în care cineva mă ascultă, este ca rezultatele ultimilor 50 de ani de cercetări în domeniul psihologiei să fie studiate de publicul larg, de toată lumea, astfel încât să devină parte din modul lor de gândire."
Fratele lui Shah, Omar Ali-Shah (1922–2005), a fost de asemenea scriitor și profesor de sufism; cei doi frați au predat împreună pentru o vreme în anii 60 dar în 1977 s-au pus de acord cu dezacordul și au pornit pe drumuri separate. După moartea lui Shah în 1996 un număr relativ mare din studenții s-au alăturat mișcării lui Omar Ali Shah.
Una din fiicele lui Shah, Saira Shah⁠(en)[traduceți], s-a făcut remarcată în 2001 prin reportajele despre drepturile femeii în Afghanistan ca parte din documentarul ei intitulat În spatele vălului (Beneath the Veil). Fiul acestuia, Tahir Shah⁠(en)[traduceți], e un cunoscut scriitor de călătorii, jurnalist și aventurier.

## Reacții
Cărțile lui Shah despre sufism au fost primite cu entuziasm din partea criticilor. A fost de asemenea subiectul unui documentar realizat de BBC (”O pereche de ochi”) în 1969, iar două din lucrările sale (Calea sufită și Reflecții) au fost alese ca și „Cartea de excepție a anului” de către programul televiziv numit ”Criticii” produs de BBC. Printre alte recunoașteri se numără cele șase premii UNESCO World Book Year din 1973 precum și comentariul savantului islamic James Kritzeck referitor la cartea Poveștile dervișilor frumusețe remarcând faptul că era o ”traducere minunată”.
Culegerea de evaluări pozitive a operei lui Shah intitulată Studiul sufismului: Est și Vest a fost publicată în 1973, cuprinzând printre altele și contribuții din partea lui L. F. Rushbrook Williams, Rom Landau, Mohammad Hidayatullah, Gyula Germanus, Sir John Glubb, Sir Razik Fareed, Ishtiaq Hussain Qureshi, Ahmet Emin Yalman, Mahmoud Youssef Shawarbi and Nasrollah S. Fatemi.[89]
Colin Wilson a afirmat că ”în parte, mulțumită lui Idries Shah, am început să întrezăresc noi și interesante implicații [în ceea ce privește misticismul]” și în propria sa recensie a cărții Mănăstirea magică (1972) a subliniat faptul că Shah ”nu are ca obiectiv principal să difuzeze vreo doctrină secretă. Acesta este preocupat de metoda prin care cunoștința mistică este transmisă... [Sufiștii] transmit cunoștiința mai degrabă prin intuiție nemijlocită decât prin intermediul maeștrilor zen. Unul din principalele mijloace prin care se poate realiza acest lucru sunt povestirile sau parabolele care își croiesc drum spre subconștient pentru a-i activa forța ascunsă.” 
în Afganistan, Kabul Times a caracterizat Caravana viselor (1968) ca fiind ”călduros recomandată” și ”de mare interes pentru afgani” deoarece este in practică ”o antologie de povestiri, basme, proverbe, glume și alte fragmente din cardul literaturii scrise și orale, care formează o mare parte din taifasurile de seară – chiar și în aceste timpuri moderne – în Afghanistan.” The Afghanistan News a declarat că Sufiștii ”acoperă subiecte referitoare la contribuții afgane importante în filosofie și știință” și că este ”prima carte cu autoritate despre sufism și sistemul de dezvoltare umană al dervișilor.”
În ceea ce privește dubiile asupra originii și recomandării lui Shah, un savant afgan, Sardar Haji Faiz Muhammad Khan Zikeria, care a servit ca ministru al educației și mai apoi ca ambasador și ministru de externe în Afghanistan, a emis în 1970 o declarație destinată savanților din toată lumea având ca subiect familia Shah: ” Musavi Saiyids din Afghanistan și Khan din Paghman sunt recunoscuți ca fiind de cea mai deosebită origine nobilă islamică, fiind respectați ca învățători sufiști și savanți erudiți. Saiyid Idries Shah, fiul răposatului Saiyid Ikbal Ali Shah, îmi este personal cunoscut ca un om de onoare al cui titlu, rang și descendență sunt atestate și renumite.”
În 1980 profesorul Khalilullah Khalili, fost Poet Laureate al afghanistanului, a lăudat lucrarea ”compatriptului și prietenului său ariful (iluminat sufit) Sayed Idries Shah”, spunând că ”cel mai demn de apreciat este remarcabilul său rol în a dezvălui inspirațiile divine și gândurile interioare a marilor învățați ai Islamului și a sufiștilor.”
Ziarul indian Hindustan Standard despre Caravana viselor, ”o antologie remarcabilă, potrivită pentru orice ocazie – divertisment, regenerare, consolare și inspirație... plină de duh, captivantă, cu desăvârșire și îmbietor de umană. 
Institutul pentru schimburi inter culturale (ICE) - organizație de caritate canadiană fondată în 2004, decide să folosească cărțile pentru copii scrise de Idries Shah pentru a fi distribuite a câtorva mii de copii dezavantajați din Canada, Mexico și Afghanistan, parte din programul lor pentru alfabetizare a copiilor și de promovare a înțelegerii interculturale. Această serie de cărți vine publicată de Hoopoe Books, o inițiativă non-profit a Institutului pentru studiul cunoștinței umane (ISHK) fondat de psihologului american Robert Ornstein . ISHK distribuie la rândul ei aceste cărți copiilor dezavantajați prin intermediul propriului program de alfabetizare Share Literacy.     

### Lucrări din școala de gândire a lui Shah
Un critic ostil a fost James Moore, un gurdjieffian care nu era de acord cu afirmația lui Shah cum că învățătura lui Gurdjieff era în esență de natură sufită și a obiectat publicarea unei cărți pseudonime, imposibilă din punct de vedere cronologic, pe această temă (Învățătorii lui Gurdjieff de Rafael Lefort) care avea legătură cu Shah. Într-un articol din 1986 din Religion Today (astăzi Journal of Contemporary Religion), Moore a scris despre controversele Bennett și Graves și a notat faptul că Shah era înconjurat de o aură de adulație iesită din comun: o adulație pe care el însuși a promovat-o. L-a descris pe Shah ca beneficiind de suportul unui ”anturaj foarte util de jurnaliști, editori, critici, animatori, crainici și scriitori care fac să răsune laude aduse lui Shah”. Moore a  pus sub semnnul întrebării așa zisa descendență și educație sufită a lui Shah și a deplâns scrieri pseudonime din curentul de gândire a lui Shah scrise de autori precum "Omar Michael Burke Ph. D." și "Hadrat B. M. Dervish” – care din 1960 au început să il laude în manieră necontrolată (și aparent dezinteresată) pe Shah, numindu-l pe rând "Tariqa Grand Sheikh Idries Shah Saheb", "Prințul Idries Shah", "Regele Enoch", "Prezența", "Regele învățat", the "Reîncarnarea lui Ali", chiar și Qutb sau "Axa" – toate acestea cu obiectivul de a susține efortulrile incipiente a lui Shah de a „vinde” sufismul unei audiențe Occidentale.
Peter Wilson a făcut un comentariu asemănător în legătură cu ”calitatea foarte slabă” a majorității lucrărilor scrise cu intenția de a-l susține pe Shah, indentificând un ”stil lingușitor”, pretenții cum că Shah ar poseda calități paranormale, ”un ton de superioritate; o atitudine, deseori încrezută, condescendentă sau de milă, față de cei 'din exterior', și o aparentă absență a oricărui tipo de motivație pentru a dovedi afirmații despre care s-ar putea crede că merită un astfel de tratament”. Din punctul său de vedere exista o ”diferență evidentă de calitate între operele lui Shah” și calitatea acestei literaturi secundare derivate. Cu toate acestea, atât Moore cât și Wilson au identificat asemănări de stil și au luat în considerare posibilitatea ca majoritatea acestor lucrări pseudonime – pubicate deseori de Octogon Press, casa de editură a lui Shah - să fi fost scrise însuși de Shah.
Susținând o interpretare alternativă a acestei literaturi, Andrew Rawlingson (savant in domeniul religiei) propunea ca mai degrabă decât o ”decepție care urmărește doar propriile interese în mod evident”, ar fi fost o ”mascaradă – care prin definiție este ceva care trebuie interpretat”.  

### Evaluare

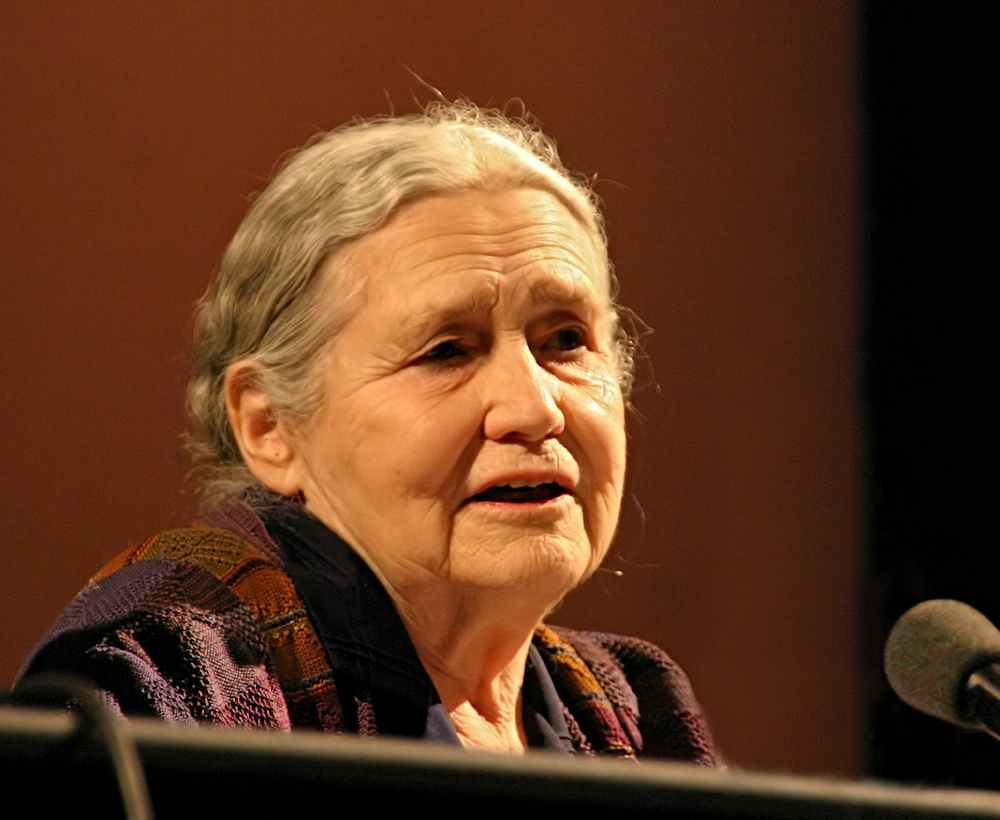
Câștigătoarea premiului Nobel Doris Lessing a fost profund influențată de Shah.

Doris Lessing, una dintre cele mai mari apărătoare a lui Shah, a declarat în 1981 într-un interviu: "Consider că sufismul așa cum este el predat de către Idries Shah, prezentat fiind ca o reintroducere a unei învățături străvechi, este adecvat timpurilor în care trăim acum. Nu este nici pe de parte o punere laolaltă de cârpeli împrumutate din Est, nici un Islamism domolit. " în 1996, comentând moartea lui Shah pentru Daily Telegraph, aceasta a declarat că a ajuns să îl cunoască pe Shah datorită lucrării The Sufis, care a reprezentat pentru ea cea mai surpinzătoare carte pe care a citit-o vreodată și care i-a schimbat viața. Descrie lucrarea lui Shah ca pe un "fenomen diferit de oricare altul existent în acest moment" iar pe el ca pe un om cu multe laturi, o minte extrem de ascuțită, o persoana bună, generoasă și modestă ("Nu da atât de mută atenție feței mele, dar ia ceea ce stă în mâna mea") care i-a fost un bun prieten și mentor pentru mai mult de 30 de ani.
Arthur J. Deikman, profesor de psihiatrie și cercetător în materie de meditație și schimbarea conștiinței care a inițiat studiile la începutul anilor 70, a exprimat idea cum că psihoterapeuții din Vest ar putea beneficia de perspectiva pusă la dispoziție de către sufism și esența sa universală, cu condiția ca materiale adecvate să die studiate în modul și ordinea corectă. Dat fiind faptul că scrierile și traducerile de povești cu rol educativ a lui Shah erau create cu acel obiectiv în minte, acesta le recomanda acelor persoane care doreau să evalueze ei înșiși situația, remarcând că multe autorități au acceptat poziția lui Shah ca purtător de cuvânt pentru sufismul contemporan. Psihologul și cercetătorul Sharles Tart a comentat asupra faptului că lucrările lui Shah „au provocat o apreciere mai profundă în sinea decât orice altă lucrare scrisă, asupra ceea ce înseamnă de fapt psihologia.”
Rugat să facă o evaluare a lui Shah în 1973, J.G. Bennett a spus că Shah este în procesul realizării unei lucrări importante pe scală largă, ”stârnind oamenii de pretutindeni, provocându-i să gândească, arătându-le că moduri de gândire care par libere în aparență sunt de fapt condiționate în mare măsură”. Acesta l-a descris pe Shah ca un Krishnamurti al sufisumului care eliberează oamenii de idei fixe în mai multe direcți, făcând parte dintr-un proces de trezire care este „o preparare necesară pentru noua lume.”
Filozoful și misticul indian Osho descrie lucrarea „The Sufis” ca un „diamant. Valoarea pe care el a conferit-o sufismului prin intermediul cărții The Sufis este nemăsurată”. A adăugat că Shah a fost „persoana care l-a prezentat pe Mulla Nasrudin vestului și că a făcut prin aceasta o mare favoare care nu poate fi răsplătită. . [...] Idries Shah a infrumusețat micile anecdote cu Nasrudin... are capacitatea nu doar de a traduce în mod exact parabolele, dar și de a le înfrumuseța, de a le face mai profunde și ma tăioase.”
Richard Smoley și Jay Kinney, descriu în „Înțelepciune ascunsă: un ghid al tradițiilor ascunse occidentale (2006) cartea The Sufis ca o „introducere amplă și pe înțelesul tuturor în lumea sufismului”, adăugând faptul că „punctul de vedere al lui Shah este perceput în mod clar în toată lucrarea și că anumite considerații istorice sunt discutabile (nu au sursele specificate) dar cu toate acestea nu există o carte mai de succes în a stârni în cadrul publicului generic interesul pentru sufism.” Aceștia au numit cartea ”Learning How to Learn” - o colecție de interviuri, conversații și scrieri - ca cea mai de seamă operă a lui Shah, reprezentând o sursă temeinică de orientare pentru abordarea ”psihologică” în sufism. În plus aceștia spun despre Shah că „dezvăluie percepții și moduri de înțelegere care imunizează studenții împotriva majorității balivernelor aflate în circulație referitoare la lumea spirituală”
În cartea lor pe tema nevoilor emoționale înnăscute, Human Givens: A new approach to emotional health and clear thinking, Ivan Tyrell și Joe Griffin (psiholog social) scriu cum că Shah „în mod particular a înțeles și a apreciat reala semnificație a elementelor itrinseci naturii umane”. În altă care intitulată Godhead: The Brain's Big Bang – The explosive origin of creativity, mysticism and mental illness, aceștia spun despre poveștile scrise de Shah ”că fie că sunt citite de cei tineri sau de cei bătrâni, [...] sunt capabile să aștearnă arhetipuri în mintea persoanelor, nu doar pentru a trăi sau a depăși greutățile de zi cu zi, dar și pentru a călăuzi pe drumul spiritual. Impactul acestora nu este poate recunoscut sau simițit decât după luni sau ani după prima lectură sau audiție, dar într-un final conținutul structural al acestora va exploata natura minții umane care caută modele cu care să creeze legături și va face posibilă observarea modului de funcționare a propriilor reacții condiționate de către emoții în fața circumstanțelor aflate în schimbare ale vieții. Atunci devine mai ușor pentru persoane să acționeze în bază a ceea ce este dictat de realitate și să își conecteze mințile la un nivel de conștiință superior. Poveștile cu rol educativ ar trebui să fie citite, povestite și ar trebui să se reflecte asupra lor, dar nu trebuie nicidecum analizate din punct de vedere intelectual deoarece ar însemna distrugerea impactului benefic pe care acestea ar putea să îl aibă asupra minții.” Shah era un ”mare colecționar și editor de povești și scrieri care au acest caracter de „lung impact” asupra minții. El a înțeles importanța vitală pentru umanitate al arhetipului mental ce caracterizează aceste povestiri, cărțile sale conținând nenumărate exemple din aceastea.” 

### Controversa sufiștilor
Introducerea lui Graves, scrisă cu ajutorul lui Shah, îl descrie pe Shah ca fiind „descendent pe linie masculină de rang superior al profetului Mahomed” și cum că ar fi moștenit „misterele secrete ale strămosilor săi, califii. El este de fapt un Mare Sheikh al sufiștilor Tariqa⁠(en)... ”[1] Totuși, în privat Graves a confesat, într-una din scrisorile adresate unui prieten, că aceste informații „induc în eroare: el este de-o seamă cu noi, și nu o figură musulmană.”[2] Introducerea nu a fost inclusă în edițiile publicate de Octagon Press de după anul 1983, dar a fost întotdeauna inclusă în edițiile publicate de Anchor/Doubleday.[5][6]
L.P. Elwell-Sutton, un savant din Edinburg, a scris în 1975 un articol critic la adresa „pseudo-Sufiștilor", cum îi numea el, precum Gurdjieff și Shah, în care si-a exprimat opinia în privința modului în care Graves a încercat să „îmbunătațească linia de descendența mai degrabă comună” a lui Shah, argumentând că referința la linia de descendenți de sex masculin de rang superior din partea lui Mohamed era o „nefericită gafă” deoarece fii lui Mohamed muriseră la o vârstă fragedă. Deși L.P. Elwell-Sutton a acceptat faptul că familia era de origine Sayydi⁠(en) și deci descendenți direcți din al șaptelea Imam Musa al-Kadhim⁠(en), stră-stră-nepotul lui Hussein Ibn Ali care era fiul cel mai mic al lui Fatimah (fiica Profetului) și al lui Alī ibn Abī Ṭālib, el a considerat că aceasta este o „descendență comună” fără caracteristici sacre pentru că „Sayyzii proliferează în lumea islamică, se regăsesc în toate categoriile sociale și au variate culori politice și religioase.”[3][4]

### Controversa Omar Khayyam
La sfârșitul anilor 60/începutul anilor 70, Shah trece printr-o perioadă în care este asaltat din cauza unei controverse iscate de publicarea în 1967 a unei noi traduceri⁠(en)[traduceți] după Rubaiyatul lui Omar Khayyam⁠(en)[traduceți], avându-i ca autori pe Robert Graves și fratele mai mare al lui Shah, Omar Ali-Shah⁠(en)[traduceți]. Traducerea, care prezenta Rubaiyatul drept un poem sufit, se baza pe un document cu adnotări derivat la rândul său dintr-un manuscris aflat în posesia familiei Shah de 800 de ani. Atât orientalistul L. P. Elwell-Sutton de la Universitatea din Edinburg cât și alții care au scris recenzii ale cărții, și-au exprimat convingerea că povestea anticului manuscris era falsă.
Graves se aștepta de la tatăl lui Shah, Sirdar Ikbal Ali Shah⁠(en)[traduceți], să facă public manuscrisul original pentru a lămuri o dată pentru totdeauna această poveste, dar acesta moare într-un accident de mașină în Tanger în noiembrie 1969. Un an mai târziu Graves ii cere lui Shah să prezinte manuscrisul. Shah răspunde printr-o scrisoare cum că manuscrisul nu s-ar afla în posesia sa, și chiar dacă ar fi așa, expunerea acestuia nu ar demonstra nimic deoarece nu poate fi datat cu precizie utilizând metodele actuale, iar autenticitatea sa ar continua să fie contestată. A venit vremea, scria Shah, "să realizăm că hienele care fac atât de multă larmă au doar intenția de a se opune, de a distruge și de a continua să pună paie pe foc când, să fim sinceri, nimeni nu le ascultă." Tot el a adăugat că tatăl său s-a înfuriat atât de mult pe cei ce aruncau cu acuze încât a refuzat să dialogheze cu ei, iar Shah era de părere că a procedat corect. După ce a realizat că este din ce în ce mai mult perceput ca cel ce a căzut pradă înșelăciunii fraților Shah, precum și datorită faptului că încasările de pe urma altor lucrări istorice scrise de el au fost afectate, Robert Graves insistă că dezvăluirea manuscrisul devenise deja "o problemă legată de onoarea familiei". Astfel a continuat să il preseze pe Shah, reamintindu-i de promisiunile făcute în precedență cum că ar fi dezvăluit manuscrisul dacă acest lucru ar fi fost necesar.
Nici unul dintre frați nu a făcut public manuscrisul, fapt care l-a determinat pe nepotul lui Graves să tragă următoarea concluzie: era greu de crezut, ținând cont de numeroasele obligații pe care cei doi frați le aveau față de Graves, că aceștia ar fi ținut ascuns manuscrisul dacă acest manuscris ar fi existat cu adevărat. Din câte scrie văduva sa mulți ani mai târziu, Graves a avut "încredere deplină" în autenticitatea manuscrisului din cauza prieteniei cu Shah, chair dacă nu a avut niciodată ocazia de a vedea textul în persoană. În ziua de azi, consesul în mediul academic este că manuscrisul lui "Jan-Fishan Khan⁠(en)[traduceți]" a fost o șaradă și că traducerea realizată de Graves și Ali-Shah se baza de fapt pe o analiză a surselor utilizate de traducătorul precedent al Rubaiyatului, Edward FitzGerald⁠(en)[traduceți], realizată de către un savant amator din epoca victoriană.

## Lucrări publicate

### Magie
- Oriental Magic ISBN 0-86304-017-9
- The Secret Lore of Magic ISBN 0-8065-0004-2

### Sufism
- The Sufis ISBN 0-385-07966-4
- Caravan of Dreams ISBN 0-86304-043-8
- The Commanding Self ISBN 0-86304-066-7
- Tales of the Dervishes ISBN 0-900860-47-2
- Reflections ISBN 0-900860-07-3
- Observations ISBN 0-86304-013-6
- Learning How to Learn: Psychology and Spirituality in the Sufi Way ISBN 0-900860-59-6
- The Dermis Probe ISBN 0-86304-045-4
- Thinkers of the East – Studies in Experientialism ISBN 0-900860-46-4
- A Perfumed Scorpion ISBN 0-900860-62-6
- Seeker After Truth ISBN 0-900860-91-X
- The Hundred Tales of Wisdom ISBN 0-86304-049-7
- Neglected Aspects of Sufi Study ISBN 0-900860-56-1
- Special Illumination: The Sufi Use of Humour ISBN 0-900860-57-X
- A Veiled Gazelle – Seeing How to See ISBN 0-900860-58-8
- The Elephant in the Dark – Christianity, Islam and The Sufis ISBN 0-900860-36-7
- Wisdom of the Idiots ISBN 0-86304-046-2
- The Magic Monastery ISBN 0-86304-058-6
- The Book of the Book ISBN 0-900860-12-X
- The Way of the Sufi ISBN 0-900860-80-4
- Knowing How to Know ISBN 0-86304-072-1
- Sufi Thought and Action ISBN 0-86304-051-9

#### Poveștile lui Mulla Nasrudin
- The Exploits of the Incomparable Mulla Nasrudin ISBN 0-86304-022-5
- The Subtleties of the Inimitable Mulla Nasrudin ISBN 0-86304-021-7
- The Pleasantries of the Incredible Mullah Nasrudin ISBN 0-86304-023-3
- The World of Nasrudin ISBN 0-86304-086-1

### Studii engleze
- Darkest England ISBN 0-86304-039-X
- The Natives are Restless ISBN 0-86304-044-6
- The Englishman's Handbook ISBN 0-86304-077-2

### Jurnal de călătorie
- Destination Mecca ISBN 0-900860-03-0

### Ficțiune
- Kara Kush, London: William Collins Sons and Co., Ltd., 1986. ISBN 0-685-55787-1

### Folclor
- World Tales ISBN 0-86304-036-5

### Cărți pentru copii
- The Lion Who Saw Himself in the Water ISBN 1-883536-25-1
- Neem the Half-Boy ISBN 1-883536-10-3
- The Silly Chicken ISBN 1-883536-50-2
- The Farmer’s Wife ISBN 1-883536-07-3
- The Boy Without A Name ISBN 1-883536-20-0
- The Man With Bad Manners ISBN 1-883536-30-8
- The Clever Boy and the Terrible Dangerous Animal ISBN 1-883536-51-0
- The Magic Horse ISBN 1-883536-26-X
- The Old Woman and The Eagle ISBN 1-883536-27-8
- Fatima the Spinner and the Tent ISBN 1-883536-42-1
- The Man and the Fox ISBN 1-883536-43-X

## Traduceri în limba română
- Idries Shah, Calea sufită, Prefață, traducere din limba engleză, note și îngrijire ediție: Stela Tinney, Editura Herald, Colecția Mistică Islamică, București, 2001, 320 p., ISBN 973-9453-30-9. Cartea a fost reeditată, la aceeași editură, în anul 2021.